# Las Vegas Plaza
Las Vegas Plaza fue el nombre dado por ElAd Properties para un ultra lujoso hotel que no se llegó a construir. Estaba previsto que costase entre $5 mil millones y $8 mil millones de dólares y que contase con residencias privadas, tiendas y áreas de juegos en el Strip de Las Vegas. La construcción se planeaba que se iniciase a finales de 2008 y que se terminará en el 2011, pero en ese mismo año 2011 se confirmó la cancelación del proyecto.
El proyecto iba a ser construido en los 34.5 acres del terreno del antiguo New Frontier Hotel and Casino, que fue clausurado el 15 de julio de 2007. ElAd compró el New Frontier por $1.2 mil millones de Phil Ruffin en un acuerdo el 15 de mayo de 2007. La compra de esta propiedad rompió el récord en el Strip al ser adquirida en $33 millones por acre.
El nombre "Plaza" se derivaba de la propiedad principal de ElAd, Plaza Hotel en  la ciudad de Nueva York. Siendo el plan que se tenía para el Plaza Las Vegas el mismo que el que se encuentra en Nueva York.

## Historia
El 16 de diciembre de 2007, Elad introdujo el plan Plaza antes que la comisión de planeamiento del condado de Clark lo aprobara. Los planes incluían:
- Siete torres con 6,700 llaves (4,100 habitaciones de hotel y 2,600 unidades de condominios).
- 175 900 pies cuadrados (16 341,6 m²) de área de casino (convirtiéndolo en el casino más grande en el strip y el segundo más grande del valle).
- 134 500 pies cuadrados (12 495,5 m²) de área de restaurante.
- 347 887 pies cuadrados (32 319,7 m²) de área comercial.
- 539 607 pies cuadrados (50 131,1 m²) de área para convenciones.
- 50 000 pies cuadrados (4645,2 m²) para un club de salud y spa.
- 1,500 seat theater
- 227 038 pies cuadrados (21 092,5 m²) de espacio libre en la azotea que incluirá las piscinas.

El proyecto también incluía 3 317 400 pies cuadrados (308 196,4 m²) de estacionamiento en un área total de 15 080 846 pies cuadrados (1 401 055,8 m²).

## Demandas

### Marca Plaza
En agosto de 2007, una demanda fue puesta a ElAd Properties por Tamares Group, dueños de Plaza Hotel & Casino en el centro de Las Vegas, en la cual alegaban que el nombre de la nueva propiedad infringía la actual marca registrada de Plaza. Finalmente, el jurado falló a favor de ElAd, permitiendo que el hotel se pudiese llamar Las Vegas Plaza.

### David Atwell
El agente de Resorts de la ciudad de Las Vegas, David Atwell, solicitó $12 millones por sus honorarios pendientes de pago, además de daños y perjuicios, al afirmar que puso en marcha la venta del hotel New Frontier, propiedad de Phil Ruffin, por valor de $1.24 mil millones. Atwell habría estado negociando acuerdos con Steve Wynn, Caesars Palace, y Sheldon Adelson. Finalmente, el juicio se saldó con un acuerdo extrajudicial del que no transcendió el importe acordado.